# 高岡市営前田庭球場
座標: 北緯36度44分15.4秒 東経137度1分25.4秒 / 北緯36.737611度 東経137.023722度
高岡市営前田庭球場（たかおかしえいまえだていきゅうじょう）は、富山県高岡市関73にある市営テニスコートである。一般に前田コートと呼ばれる。

## 概要
1951年（昭和26年）11月開場。富山県道73号高岡青井谷線沿いに位置する。高岡スポーツコアと並んで高岡市内の主要なテニス競技場である。各種テニス大会の会場や、隣接する高岡市立芳野中学校のソフトテニス部の練習場所として利用されている。

## 施設
出典
- セミアンツーカコート8面（うち夜間照明設備4面）：6,704m2
- 収容人数：1,500人
- 管理棟（鉄骨造平屋建、50.16m2）
- 便所（14.41m2）
- 駐車場：約25台

## 利用情報
出典
- 利用期間：2月16日から12月15日まで
- 利用時間：9時から21時まで（ただし、2月と12月は17時まで）
- 休業日：月曜日（月曜日が休日の場合は次の平日）
- 利用料金：一般200円、小中高生100円/1人2時間以内（大会利用、占用利用は別途料金）

## 周辺
- 県営高岡武道館
- 高岡市立芳野中学校
- 前田利長墓所
- 瑞龍寺

## 交通アクセス
- 高岡駅南口より徒歩12分
- 高岡駅正面口バスターミナル2番乗り場より加越能バス「水戸田・太閤山経由富大附属病院」「石瀬・牧野経由海王丸パーク」前田コート前バス停下車